# Ruøya
Ruøya  est une petite île de la commune de Aure, du comté de Møre og Romsdal, dans la mer de Norvège.

## Description
L'île de 0,78 km2 est relié au village d'Aure sur le continent à l'est par le Aursund Bridge (en) et à l'île de Rottøya au sud par le pont de Smalsund. La grande île d'Ertvågsøya se trouve à l'ouest. 

## Galerie

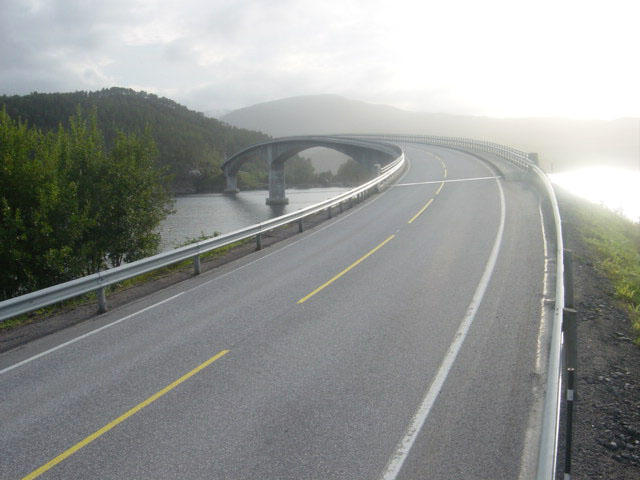
Pont de Aursund
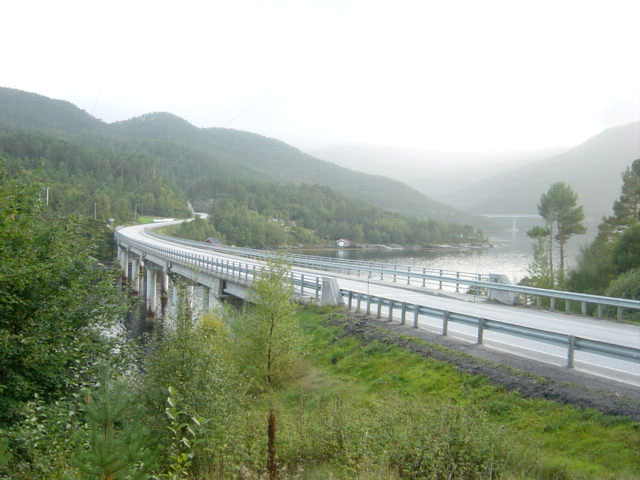
Pont de Smalsund